# Borgo Nuovo (Palermo)
Borgo Nuovo, dal 2017 anche chiamato quartiere UR, è il diciottesimo quartiere di Palermo. Con il toponimo si indica altresì la trentaseiesima unità di primo livello di Palermo. 
Il quartiere è compreso nella V Circoscrizione.

## Geografia fisica
Borgo Nuovo sorge in una vasta area pianeggiante nell'estrema periferia occidentale della città, ai piedi delle alture della Conca d'Oro. 
Confina:
- a nord con il quartiere Cruillas-San Giovanni Apostolo
- a est con il quartiere Uditore-Passo di Rigano
- a sud con il quartiere Boccadifalco
- a ovest con il comune di Torretta

Il nucleo residenziale dista circa 5 km dalla collina di Bellolampo, dove sul versante interno è ubicata la discarica provinciale di Palermo. Nonostante quest'ultima sia nascosta dalla vista della città e dichiarata sicura al netto delle relazioni riguardanti la sua gestione, a più riprese ne è stata denunciata l'incompatibilità ambientale con il vicino centro abitato.  Nel 2022 è stata annunciata la costruzione di un termovalorizzatore per sostituire l'attuale impianto di smaltimento rifiuti. 

## Storia
Borgo Nuovo viene costruito tra il 1957 e il 1983 attraverso interventi di edilizia residenziale pubblica realizzati da INA-Casa, Gescal e IACP. Il quartiere, quasi totalmente composto da case popolari, è caratterizzato da edifici progettati in serie, disposti su un reticolo stradale trapezoidale, con ampie aree destinate al verde, seguendo il modello delle new towns allora molto in voga.
In pochi anni, nonostante i ritardi burocratici e la mancata realizzazione di parte del progetto originario, Borgo Nuovo si è popolato di nuclei familiari provenienti sia dalle zone del centro storico palermitano che erano state compromesse a causa dei bombardamenti della seconda guerra mondiale, sia dai paesi sparsi nell'ex-provincia.  
Col tempo, specialmente negli anni '70 e '80, lo spazio agricolo che divideva l'agglomerato dal resto della città è praticamente scomparso per l'intensa edificazione, ancora in corso, che ha visto allocare lungo gli assi stradali che conducono al quartiere numerosi insediamenti commerciali e residenziali, pur rimanendo ai margini del tessuto urbanistico palermitano.
Come altri quartieri popolari dell'estrema periferia, a Borgo Nuovo si registrano diverse problematiche, quali il degrado architettonico di parte degli immobili e la scarsa efficienza delle infrastrutture. 

## Infrastrutture e trasporti
Borgo Nuovo è connesso alla rete di trasporto pubblico su gomma e alla Linea 2 della rete tranviaria di Palermo. 
Il quartiere è sede centrale della società AMAT, concessionaria della gestione del trasporto pubblico locale nella città metropolitana di Palermo.